# Giuseppe Lillo
Giuseppe Lillo (Galatina, Pulla, 26 de febrer de 1814 - Nàpols, Campània, 4 de febrer de 1863) fou un compositor dramàtic i professor de música italià.
Era fill d'un distingit mestre de capella de Galatina, del que rebé les primeres lliçons musicals: traslladat a Nàpols, entrà en el col·legi de música de S. Pietro de Magella, i després en el Conservatori (1826), on estudià piano, harmonia, contrapunt i composició i feu executar una missa a quatre veus i orquestra i un Dixit Dominus.
El seu primer assaig per al teatre fou l'opereta La moglie per veintiquatro'ore, representada en la petita escena del Liceu Musical, a la que li seguiren l'òpera bufa Il giviello, estrenada amb èxit en el Teatre Nou de Nàpols el 1836 i aplaudida també a Florència dos anys més tard, 

## Obres
- Odda di Bemaur, drama musical (Nàpols, 1837 i Milà, 1840).
- Rosamunda, (Venècia, 1838).
- Alisia di Rieux, (Roma, 1838).
- Il conte di Chalais, (Nàpols, 1840).
- La modista, (Florència, 1840).
- L'osteria di Andujar, (Nàpols, 1841 i Milà 1843).
- Cristina di Scozia, (Nàpols, 1841).
- Lara, drama musical (Nàpols, 1843).
- Il mulatto, òpera semi-seriosa (Torí, 1846).
- Caterina Howard, (Nàpols, 1849).
- Delfina la Gioventú di Shakespeare, (Nàpols, 1851).
- Ser Babbeo, (Nàpols, 1853).
- Il figlio della schiava, (Nàpols, 1853).

Fou un notable pianista, a Nàpols es dedicà amb èxit a l'ensenyança del piano, tenint entre els seus alumnes de piano en Gustavo Tofano; també era professor d'harmonia i contrapunt en el Conservatori. El 1861 fou traslladat a una casa de salut d'Aversa, a causa d'un atac de bogeria furiosa, i al cap de dos anys una malaltia medul·lar li ocasionà la mort.

## Anàlisi tècnica
Diu un dels seus crítics que Lillo no tenia cap de les qualitats característiques del compositor dramàtic, i que en canvi era un pianista de primer orde. A més de les òperes citades va compondre, diverses misses, lletanies, un Credo, un Te Deum, simfonies fúnebres, música instrumental, etc.